# Jawaharlal Nehru Stadium (Delhi)
Das Jawaharlal Nehru Stadium (Hindi जवाहरलाल नेहरू स्टेडियम, Panjabi ਜਵਾਹਰਲਾਲ ਨੇਹਰੁ ਸਟੇਡਿਯਮ, Urdu جواہر لعل نہرو اسٹیڈیم) ist ein Fußballstadion mit Leichtathletikanlage in Delhi (Indien). Es wurde 1982 im Auftrag der indischen Regierung gebaut und ist nach Jawaharlal Nehru, dem ersten Ministerpräsidenten von Indien, benannt. Die Sportstätte wird für Fußball, Leichtathletik oder Cricket genutzt. Es finden auch Konzerte und andere Großveranstaltungen statt. 
Die Arena bot 78.000 Menschen Platz; bei Konzerten waren es sogar bis zu 130.000 Zuschauer.  Das Nationale Olympische Komitee (NOK) von Indien hat in der Sportstätte seinen Sitz.
Errichtet wurde das Stadion für die 9. Asienspiele im Jahr 1982. Er war das zweite Mal, dass die Spiele in der indischen Hauptstadt zu Gast waren. Schon 1951 fanden die ersten Asienspiele dort statt. Im Jahr 2010 wurden in Delhi vom 3. bis 14. Oktober die 19. Commonwealth Games ausgetragen. 
Das Jawaharlal Nehru Stadium war Schauplatz der Eröffnungs- und Schlussfeier sowie der Leichtathletik, Gewichtheben und Bowls. Für diesen Anlass wurde die Arena renoviert und die Kapazität auf 60.000 gesenkt. Die Arbeiten wurden im Juli 2010 abgeschlossen.
Das Stadion wird von einem 53.800 Quadratmeter großen Zeltdach aus einer PTFE-Membran überspannt. Das Dach überspannt eine Fläche von 340 Meter Länge und 290 Meter Breite, hat in der Mitte ein großes Loch (Dachtiefe von 70 Meter) und wird von Stahlträgern gehalten.

## Galerie

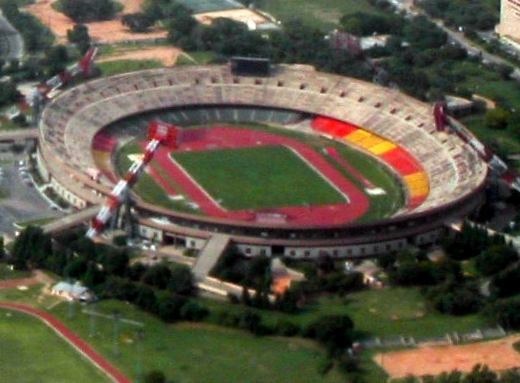
Das Stadion vor der Renovierung
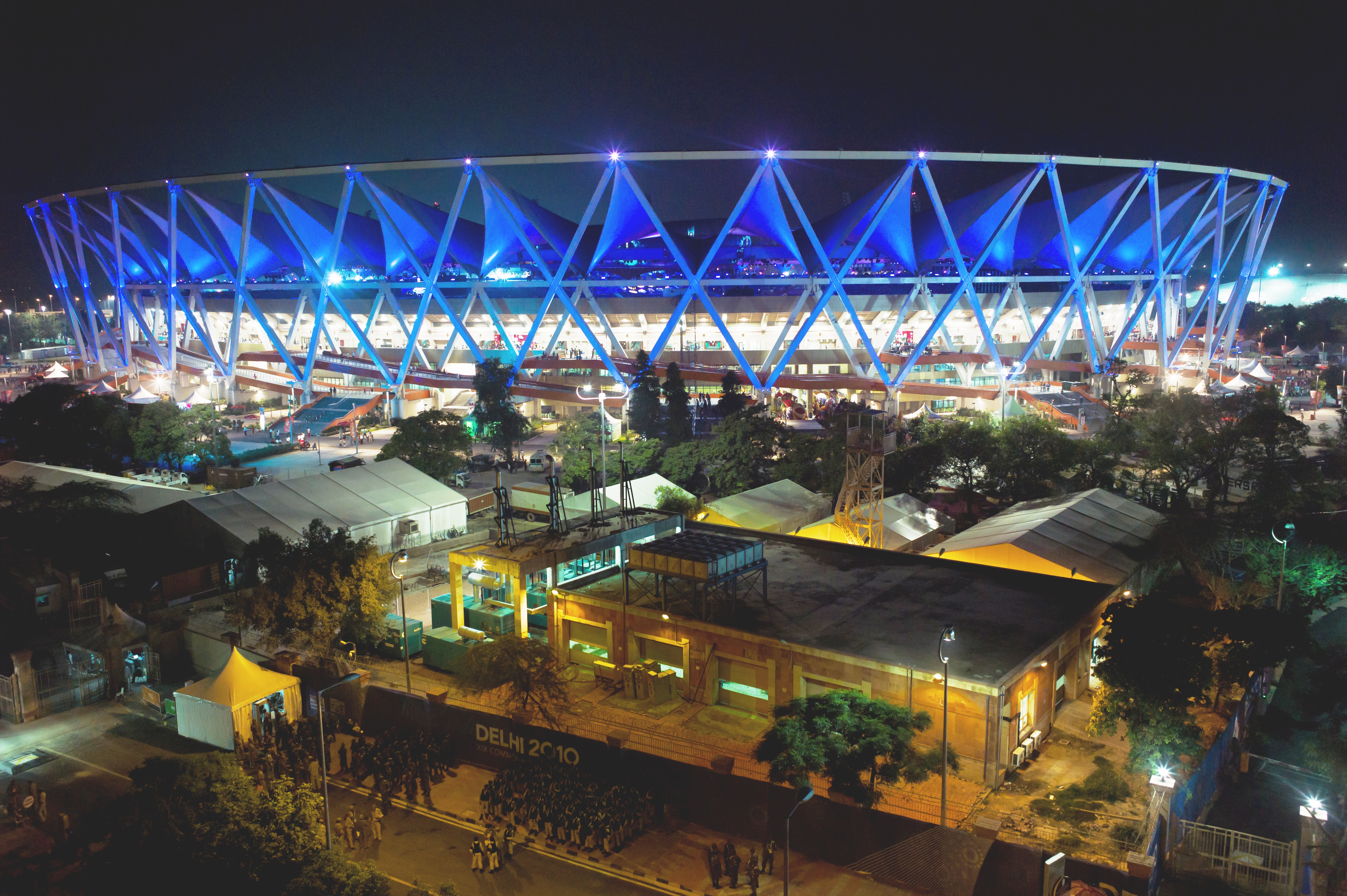
Das Stadion am Tag der Eröffnung der Commonwealth Games 2010
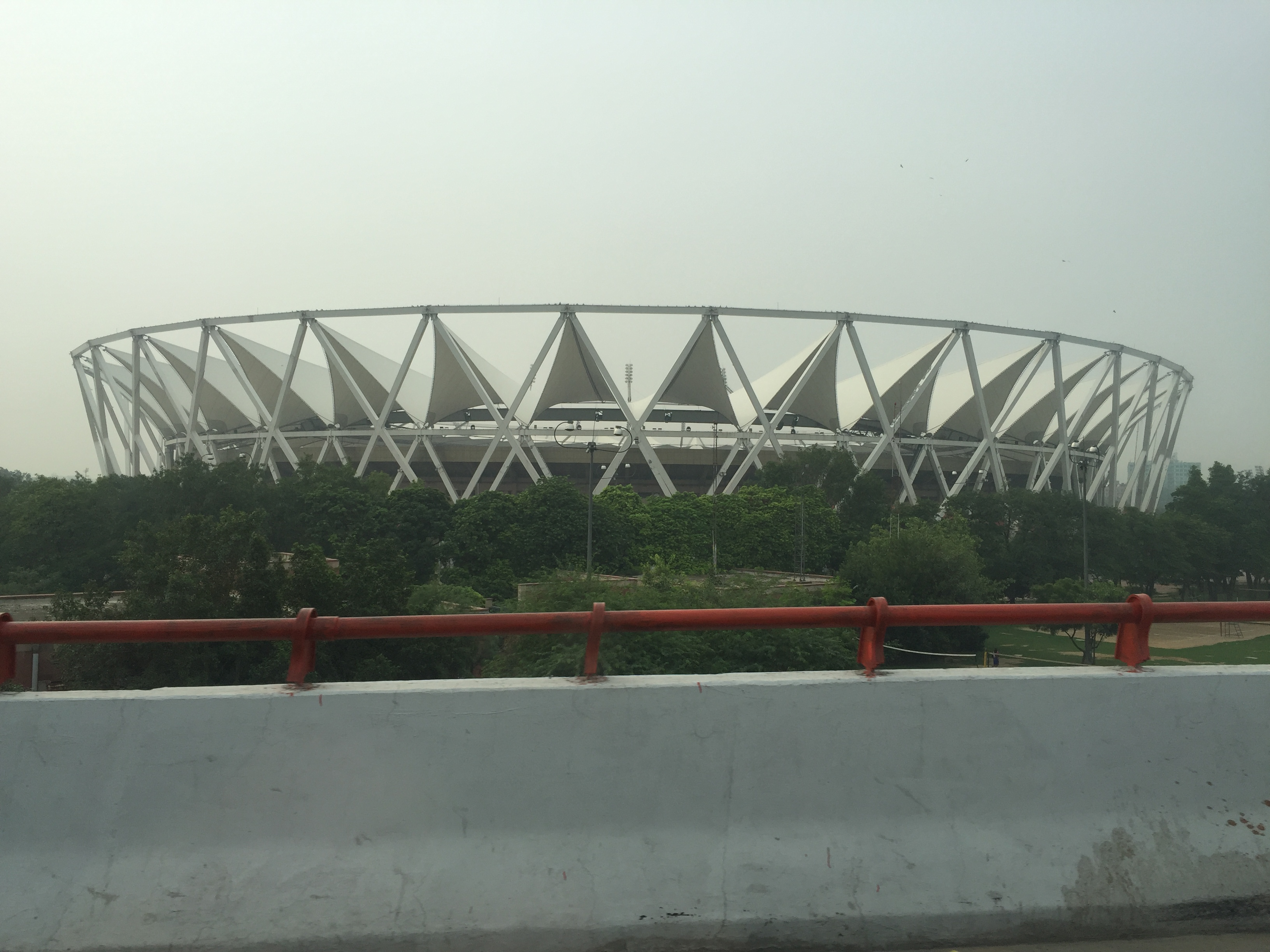
Außenansicht im Juli 2016
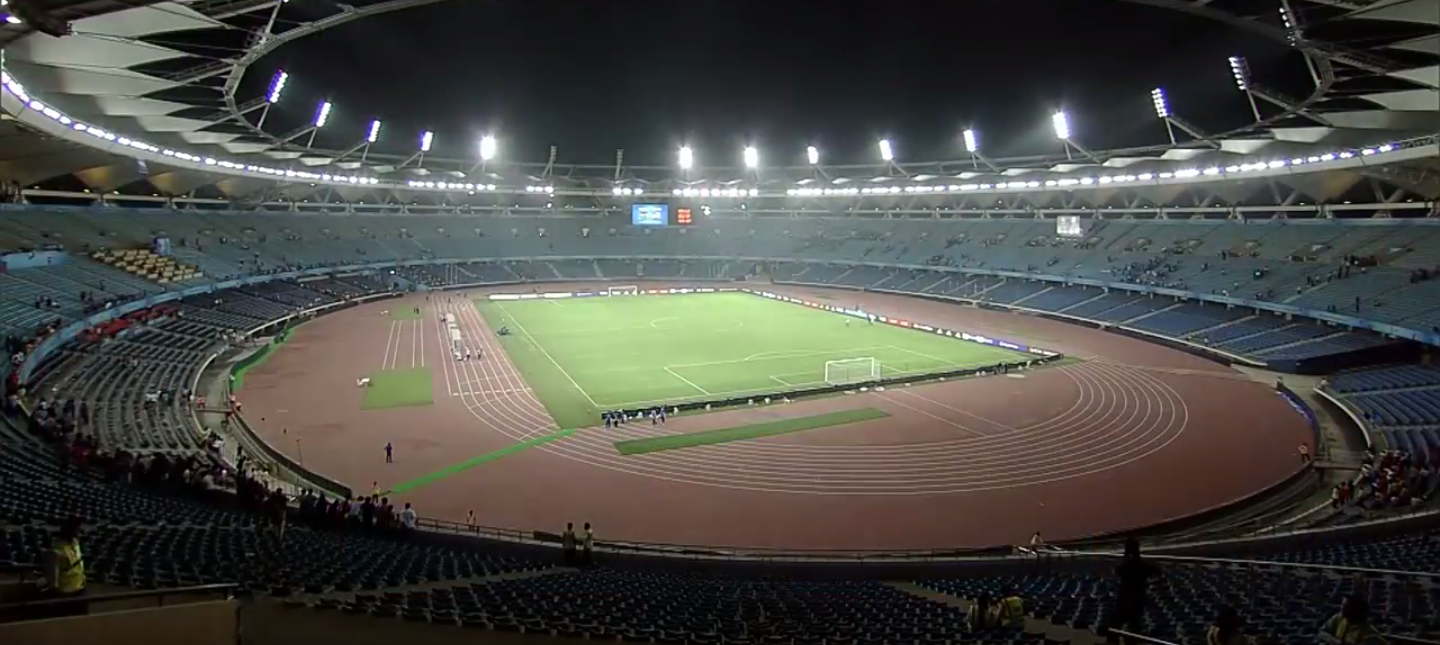
Das Stadion unter Flutlicht im Oktober 2017